# Dolomiaea
Dolomiaea là một chi thực vật có hoa trong họ Cúc (Asteraceae).

## Loài
Chi Dolomiaea gồm các loài: